# Ashfold Crossways
Ashfold Crossways – wieś w Anglii, w hrabstwie West Sussex. Leży 44 km na północny wschód od miasta Chichester i 54 km na południe od Londynu.